# Johdasjärvi
Johdasjärvi är en sjö i kommunen Kouvola i landskapet Kymmenedalen i Finland. Sjön ligger 73,2 meter över havet. Arean är 1,03 kvadratkilometer och strandlinjen är 11,22 kilometer lång. Sjön  ingår i Kymmene älvs huvudavrinningsområde.   Den ligger omkring 72 km norr om Kotka och omkring 140 km nordöst om Helsingfors. 